# WINC
모바일주소(WINC, Wireless Internet Numbers for Contents)란 무선인터넷 이용자들의 이용 환경을 개선시키고자 한국무선인터넷산업협회(MOIBA) 보관됨 2010-05-10 - 웨이백 머신에서 국내 이동통신 3사(SKT, KT, LGU+)와 공동으로 주관하여 복잡한 URL 대신 번호를 통해 무선인터넷 콘텐츠에 접속하도록 실시하는 공공서비스이다.

## 참조
1. ↑  “::무선인터넷의 시작! 모바일주소(WINC)::”. 2011년 2월 12일에 원본 문서에서 보존된 문서. 2010년 8월 24일에 확인함.